# Stenhomalus tetricus
Stenhomalus tetricus är en skalbaggsart som beskrevs av Holzschuh 2007. Stenhomalus tetricus ingår i släktet Stenhomalus och familjen långhorningar. Inga underarter finns listade i Catalogue of Life.